# Calamaria joloensis
Espèce
Statut de conservation UICN

 DD  : Données insuffisantes
Calamaria joloensis  est une espèce de serpents de la famille des Colubridae.

## Répartition
Cette espèce est endémique de Jolo dans l'archipel de Sulu aux Philippines.

## Description
Dans sa description Taylor indique que le spécimen en sa possession mesure 150 mm dont 10 mm pour la queue. Son dos varie du noir bleuté au noir violacé et est iridescent. Sa face ventrale varie du lavande au noir et est crème dans la partie antérieure du ventre.

## Étymologie
Son nom d'espèce, composé de jolo et du suffixe latin -ensis, « qui vit dans, qui habite », lui a été donné en référence au lieu de sa découverte.

## Publication originale
- Taylor, 1922 : Additions to the herpetological fauna of the Philippine Islands, I. Philippine Journal of Science, vol. 21, p. 161-206 (texte intégral).